# Edward Fielding
Pour les articles homonymes, voir Fielding.

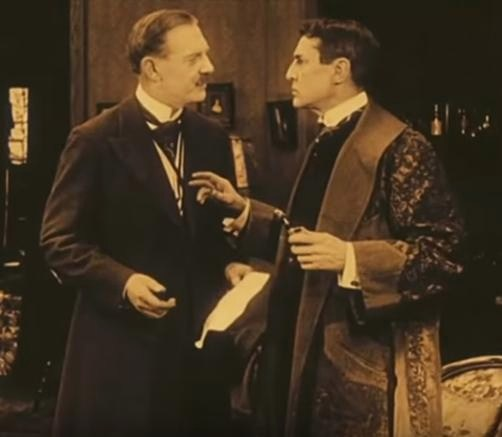
Avec William Gillette (à d.), dans Sherlock Holmes (1916)

Edward B. Elkins (né le 19 mars 1875 à New York et mort le 10 janvier 1945 à Beverly Hills) est un acteur américain, connu sous le nom de scène d’Edward Fielding.

## Biographie
Edward Fielding né dans l'arrondissement de Brooklyn à New York. Il entame sa carrière d'acteur au théâtre et joue notamment à Broadway (New York) entre 1905 et 1939, principalement dans des pièces, dont Sherlock Holmes de William Gillette (1915, avec l'auteur dans le rôle-titre, lui-même personnifiant le docteur Watson), Les Marchands de gloire de Marcel Pagnol et Paul Nivoix (1925-1926, avec Charles Halton et Helen Westley), La Dame de la mer d'Henrik Ibsen (1929, avec Blanche Yurka), ou encore Othello de William Shakespeare (1937, avec Walter Huston dans le rôle-titre et Brian Aherne).
Toujours à Broadway, s'ajoutent deux comédies musicales représentées respectivement en 1916 et 1918.
Au cinéma, il apparaît d'abord dans cinq films muets sortis en 1916 et 1917. Le premier est Sherlock Holmes d'Arthur Berthelet (1916), adaptation de la pièce éponyme précitée, où William Gillette et lui reprennent leurs rôles respectifs.
Edward Fielding revient à l'écran dans trois courts métrages sortis en 1930, puis dans soixante-seize autres films parlants américains à partir de 1939, dont Rebecca d'Alfred Hitchcock (1940, avec Laurence Olivier et Joan Fontaine), Uniformes et Jupons courts de Billy Wilder (1942, avec Ginger Rogers et Ray Milland) et Désir de femme de Sam Wood (1945,, avec Claudette Colbert et Don Ameche).
Son dernier film est Cinderella Jones de Busby Berkeley (avec Joan Leslie et Robert Alda), sorti le 9 mars 1946, plus d'un an après sa mort (début 1945, à 69 ans).

## Théâtre à Broadway (intégrale)
(pièces, sauf mention contraire)
- 1905 : Nancy Stair, adaptation par Paul M. Potter du roman d'Elinor Macartney Lane, mise en scène de George F. Marion
- 1907 : Divorçons ! (Divorcons) d'Émile de Najac et Victorien Sardou, adaptation de Margaret Mayo : Bastien
- 1909 : A Woman's Way de Thompson Buchanan
- 1910 : Your Humble Servant de Booth Tarkington et Harry Leon Wilson (en), production de Charles Frohman
- 1911 : Sire d'Henri Lavedan, adaptation de Louis N. Parker, production de Charles Frohman
- 1911-1912 : Les Marionnettes (The Marionettes) de Pierre Wolff, adaptation de Gladys Unger
- 1912 : Chains de Porter Emerson Bowne et Elizabeth Baker, production de Charles Frohman
- 1912-1913 : Bella Donna, adaptation par James Bernard Fagan du roman de Robert Hichens
- 1914 : La Belle Aventure (The Beautiful Adventure) de Robert de Flers, Gaston Arman de Caillavet et Étienne Rey, production de Charles Frohman
- 1915 : The Shadow de Dario Niccodemi et Michael Morton
- 1915 : Sherlock Holmes de William Gillette, d'après les écrits d'Arthur Conan Doyle : Dr Watson
- 1916 : Caliban of the Yellow Sands, comédie musicale de Percy MacKaye, d'après les écrits de William Shakespeare : la mort
- 1918 : Once Upon a Time de Rachel Crothers
- 1918 : Her Honor, the Mayor d'Arline Van Ness Hines
- 1918 : The Voice of McConnell, comédie musicale, musique, lyrics et livret de George M. Cohan : J. Austin Severard
- 1919 : Moonlight and Honeysuckle de George Scarborough : le sénateur Baldwin
- 1920 : Crooked Gamblers de Samuel Shipman et Percival Wilde : Henry Van Arsdale
- 1920-1921 : Cornered de Dodson L. Mitchell : Jerry
- 1921 : We Girls de Fanny et Frederic Hatton : Winthrop Hale
- 1922 : That Day de Louis K. Anspacher : Seymour Spencer
- 1923 : Pasteur de Sacha Guitry, adaptation d'Arthur Hornblow Jr. : le président de la république
- 1923 : Queen Victoria de David Carb et Walter Prichard Eaton : le duc de Wellington
- 1924 : The Rising Son de (et produite par) J. C. et Elliott Nugent, mise en scène de J. C. Nugent : M. Peterson
- 1925 : The Glass Slipper de Ferenc Molnár : le magistrat de police
- 1925-1926 : Les Marchands de gloire (Merchants of Glory) de Marcel Pagnol et Paul Nivoix : le comte d'Eauville
- 1926 : Bocksgesang (The Goat Song) de Franz Werfel, adaptation de Ruth Langner : l'américain
- 1926 : Les Revenants (Ghosts) d'Henrik Ibsen : le pasteur Manders
- 1929 : La Dame de la mer (The Lady from the Sea) d'Henrik Ibsen : Dr Wangel
- 1929 : Soldiers and Women de Paul Hervey Fox (en) et George Tilton : Hendrich Rathje
- 1929-1930 : Berkeley Square de John L. Balderston, d'après le roman inachevé Le Sens du passé (The Sense of the Past) d'Henry James, mise en scène et production de Gilbert Miller et Leslie Howard : l'ambassadeur (remplacement)
- 1930 : I Want My Life de B. M. Kaye : Dr Pemberton
- 1931-1932 : Reunion in Vienna de Robert E. Sherwood : le comte von Stainz
- 1934 : No More Ladies d'A. E. Thomas : M. Anderson Townsend
- 1934 : Post Road de Wilbur Daniel Steele et Norma Mitchell, mise en scène d'H. C. Potter : Dr Spender
- 1936 : St Helena de R. C. Sherriff et Jeanne de Casalis, mise en scène de Robert B. Sinclair : l'amiral Sir George Cockburn
- 1937 : Othello ou le Maure de Venise (Othello, the Moor of Venice) de William Shakespeare : Brabantio
- 1937 : The Amazing Dr. Clitterhouse de Barre Lyndon, mise en scène de Lewis Allen : l'inspecteur en chef Charles
- 1937 : Merely Murder d'A. E. Thomas et Georgette Heyer : l'inspecteur Hannaside
- 1938-1939 : Bachelor Born de Ian Hay : Charles Donkin (remplacement)
- 1938 : Eye of the Sparrow de Maxwell Selser : Thomas Hosea
- 1939 : Brown Danube de Burnet Hershey : Ludwig

## Filmographie partielle
- 1916 : Sherlock Holmes d'Arthur Berthelet : Dr Watson
- 1917 : La Sirène (The Eternal Temptress) d'Émile Chautard : le prince Estezary
- 1940 : Passion sous les tropiques (Victory) de John Cromwell (non crédité)
- 1940 : Le Retour de l'homme invisible (The Invisible Man Returns) de Joe May : le gouverneur de la prison
- 1940 : Kitty Foyle (Kitty Foyle: The Natural History of a Woman) de Sam Wood : l'oncle Edgar
- 1940 : Destin dans la nuit (The House Across the Bay) d'Archie Mayo
- 1940 : Maryland d'Henry King : le président
- 1940 : Sous le ciel d'Argentine (Down Argentine Way) d'Irving Cummings : Willis Crawford
- 1940 : Rebecca d'Alfred Hitchcock : Frith
- 1940 : L'Étrangère (All This, and Heaven Too) d'Anatole Litvak : Dr Louis
- 1941 : L'Escadrille des jeunes (I Wanted Wings) de Mitchell Leisen : le président de la cour
- 1941 : La Proie du mort (Rage in Heaven) de W. S. Van Dyke : le gouverneur
- 1941 : Les Oubliés (Blossoms in the Dust) de Mervyn LeRoy : le juge
- 1941 : Par la porte d'or (Hold Back the Dawn) de Mitchell Leisen : le consul américain
- 1941 : Soupçons (Suspicion) d'Alfred Hitchcock : l'antiquaire
- 1942 : L'amour n'est pas en jeu (In This Our Life) de John Huston : Dr Buchanan
- 1942 : Vainqueur du destin (The Pride of the Yankees) de Sam Wood : le docteur à la clinique
- 1942 : Uniformes et Jupons courts (The Major and the Minor) de Billy Wilder : le colonel Hill
- 1942 : Mabok, l'éléphant du diable (Beyond the Blue Horizon) d'Alfred Santell : le juge Chase
- 1942 : Au pays du rythme (Star Spangled Rhythm) de George Marshall : Y. Frank Freemont
- 1942 : Prisonniers du passé (Random Harvest) de Mervyn LeRoy : le premier ministre
- 1943 : L'Ombre d'un doute (Shadow of a Doubt) d'Alfred Hitchcock : le docteur dans le train
- 1943 : Perdue sous les tropiques (Flight for Freedom) de Lothar Mendes : le contre-amiral Sturges
- 1943 : Pilot N° 5 de George Sidney : Dean Barrett
- 1943 : Pile ou Face (Mr. Lucky) d'H. C. Potter : Foster, le majordome de Dorothy
- 1943 : Obsessions (Flesh and Fantasy) de Julien Duvivier : Sir Thomas
- 1943 : L'Exubérante Smoky (Government Girl) de Dudley Nichols : M. Benson
- 1943 : Amour et Swing (Higher and Higher) de Tim Whelan : le prêtre
- 1943 : Le Chant de Bernadette (The Song of Bernadette) d'Henry King : le docteur avec l'enfant de l'impératrice
- 1944 : La Belle de l'Alaska (Belle of the Yukon) de William A. Seiter : C. V. Atterbury
- 1944 : Les Nuits ensorcelées (Lady in the Dark) de Mitchell Leisen : Dr Carlton
- 1944 : Les Yeux d'un mort (Dead Man's Eyes) de Reginald Le Borg : Dr Stanley Hayden
- 1944 : See Here, Private Hargrove de Wesley Ruggles
- 1944 : L'Odyssée du docteur Wassell (The Story of Dr. Wassell) de Cecil B. DeMille : l'amiral Hart
- 1944 : Femme aimée est toujours jolie (Mr. Skeffington) de Vincent Sherman : le juge de paix
- 1944 : Madame Parkington (Mrs. Parkington) de Tay Garnett : le révérend Pilbridge
- 1944 : Mon ami le loup (My Pal Wolf) d'Alfred L. Werker
- 1945 : L'Intrigante de Saratoga (Saratoga Trunk) de Sam Wood : M. Bowers
- 1945 : La Maison du docteur Edwardes (Spellbound) d'Alfred Hitchcock : Dr Anthony Edwardes
- 1945 : Désir de femme (Guest Wife) de Sam Wood : Arnold
- 1946 : Cinderella Jones de Busby Berkeley : Dean Barker